# لورا برگ
لورا برگ (به انگلیسی: Laura Berg) ورزشکار زن رشتهٔ سافتبال اهل کشور ایالات متحده آمریکا است. وی در بین سال‌های ‎۱۹۹۶ تا ۲۰۰۴ میلادی در مسابقات بازی‌های المپیک تابستانی در مجموع ۳ مدال طلا را کسب کرد.